# Charles Trépied
Charles Trépied (19 de febrero de 1845 - 10 de junio de 1907) fue un astrónomo francés.    

## Biografía
Comenzó su carrera profesional en 1877 como asistente de la Bureau des Longitudes en el Observartorio de Montsouris. En 1880 le fue encargada la puesta en marcha del Observatorio de Argel. Durante la época en la que sólo contaba con unas instalaciones provisionales realizó con gran penuria de medios realizó más de 20000 observaciones del paso por el meridiano y ecuatoriales de planetas y cometas. En 1890 inauguró las instalaciones definitivas del observatorio en Bouzereah.
Recibió en 1902 el Premio Lalande y era Asociado de la Real Sociedad Astronómica británica.